# Abbazia di San Quintino
L'abbazia di San Quintino è stato un luogo di culto cattolico situato nel comune di Spigno Monferrato, in provincia di Alessandria. L'intero complesso abbaziale è di proprietà privata.

## Storia
Secondo le fonti storiche l'abbazia e il complesso monasteriale furono fondati dal figlio del marchese Aleramo, Anselmo, e dalla moglie contessa Gisla il 4 maggio del 991; l'atto di fondazione venne stipulato presso il castello di Visone. L'edificazione di un nuovo sito abbaziale avvenne dopo l'assalto e distruzione pochi anni prima dell'abbazia del Salvatore di Giusvalla ad opera dei Saraceni e tale episodio convinse la famiglia degli Alerami ad erigere in queste terre un luogo di preghiera e rifugio per i pellegrini lungo la via tra Savona e Acqui Terme, nonché di contrasto alle scorrerie stesse.
Il nuovo edificio di culto, sorto il titolo di San Quintino, fu dotata di tutti i beni appartenuti all'abbazia del Salvatore, più numerosi altri nelle diocesi di Acqui, Alba, Alessandria, Torino e Savona. L'abbazia ebbe inoltre, per quasi cinque secoli, se pur con una certa discontinuità, piena autonomia negli affari temporali relativi alla gestione a amministrazione di un vasto patrimonio che nel tempo esercitò sull'intera valle della Bormida orientale.
Protetta per lungo tempo dalla famiglia Del Carretto, con l'abbandono dei monaci benedettini sul finire del XV secolo l'abbazia di San Quintino fu destinata alla mensa vescovile della diocesi savonese, retta in quei anni dal cardinale Giuliano della Rovere, secondo la bolla papale di Alessandro VI del 1500. Tale proprietà episcopale perdurò sino al 1796 quando, con le campagne d'Italia di Napoleone Bonaparte, il sito abbaziale venne in gran parte distrutto, i beni incamerati e venduti e solo la chiesa restò aperta al culto liturgico. Con la caduta del Primo Impero francese, e il successivo congresso di Vienna del 1815, i beni dell'abbazia tornarono nelle mani della curia.
Tuttavia, a metà dell'Ottocento il demanio del Regno di Sardegna acquisì l'intera proprietà che fu, nel breve, venduta all'asta. Ciò che restava della medievale struttura e della chiesa furono quindi comprate da privati che convertirono il sito in abitazioni e casa colonica. Ancora oggi la proprietà è privata e non accessibile al pubblico.
L'atto di fondazione è conservato presso la biblioteca civica di Savona.

## Descrizione
Solamente l'impianto esterno della chiesa ancora caratterizza un'impronta "religiosa" di quello che era un vasto complesso abbaziale, poi vistosamente modificato e convertito ad altri usi. La facciata della chiesa, in stile romanico borgognone, si presenta a capanna con due spioventi, due monofore e alla sommità un campaniletto a vela.
Alcuni elementi architettonici ancora presenti fanno ipotizzare che l'interno della chiesa doveva in origine avere un impianto a tre navate e volte a crociera. Nel sottotetto, in corrispondenza dell'ingresso, vi sono ancora le tracce di un affresco raffigurante il Giudizio universale, se pur in pessimo stato di conservazione. Altre pitture dell'XI secolo, all'interno della parete destra dell'edificio, ritraggono due figure non ben riconoscibili.
L'edificio conserva ancora la cripta e lapidi d'epoca romana e rinascimentale.